# Ryszard Całka
Ryszard Całka (ur. 23 października 1947) – polski lekkoatleta, długodystansowiec (maratończyk i ultramaratończyk).
Zawodnik Skry Warszawa, Polonii Warszawa i Gwardii Warszawa.
Brązowy medalista mistrzostw Polski w maratonie (1979).
Były rekordzista Polski w biegu na 100 kilometrów (6:37:53 – 5 listopada 1983, Kalisz).

## Rekordy życiowe
- Bieg maratoński – 2:16:51 (1979)[3][1]
- Bieg na 100 kilometrów – 6:28:00 (1978)[4]